# Эялет Тунис
Эяле́т Туни́с, также период известный как Осма́нский Туни́с (араб. إيالة تونس‎) — эялет в Османской империи, созданный 13 сентября 1574 год. Также период османского присутствия в Ифрикии, который длился в течение трёх столетий с XVI века по XVIII век. В конечном счёте, включив в себя весь Магриб, кроме Марокко, Османская империя положила начало своего правления в западном Средиземноморье с захвата Алжира в 1516 году турецкими корсарами во главе с Аруджем Барбароссой. Первое османское завоевание Туниса состоялось в 1534 году под командованием Барбароссы Хайреддина, младшего брата Аруджа Барбароссы, который был капудан-пашой османского флота во время правления Сулеймана I. Однако только после окончательного захвата Туниса у Испании османами в 1574 году под командованием капудан-паши Улуч Али турки окончательно овладели бывшей территорией Хафсидов, формально сохранив юрисдикцию до французской оккупации Туниса в 1881 году.
Первоначально Тунис управлялся из Алжира, однако вскоре Высокая Порта назначила непосредственно в Тунис пашу, поддержанного отрядами янычар. Однако вскоре Тунис фактически стал автономной провинцией, подчиняющейся местному бею. Эта эволюция статуса время от времени безуспешно оспаривалась Алжиром. В течение этой эпохи руководящие должности по-прежнему в основном занимали турки, которые продолжали вести государственные дела на османском языке.
Нападения на европейское судоходство совершались берберскими пиратами, в основном из Алжира, но также из Туниса и Триполи, в течение длительного периода, однако растущая мощь европейских государств, наконец, вынудила их прекратить разбойничать, после успешно проведённых европейцами Берберских войн. При Османской империи территория Туниса уменьшилась; он потерял на западе Константину, а на востоке Триполи. В XIX веке правителям Туниса стало известно о продолжающихся усилиях по политическим и социальным реформам в османской столице. Тогда тунисский бей, руководствуясь своими собственными соображениями, но опираясь на турецкий пример, попытался провести модернизационную реформу государственных институтов и экономики. По их итогу международный долг Туниса стал неуправляемым. Это послужило причиной или предлогом для того, чтобы Франция установила свой протекторат в 1881 году.
Пережитком многовекового турецкого владычества является присутствие населения турецкого происхождения, исторически потомков мужского пола называли кулугли.

## История

### Средиземноморское соперничество
С 1229 по 1574 года Тунис был частью султаната Хафсидов, пользуясь авторитетом полученным, когда он ещё был ведущим государством Магриба, однако едва выживая в те неблагоприятные времена. Обширная торговля с европейскими купцами продолжалась в течение нескольких столетий, что привело к заключению соответствующих договоров. Однако Хафсиды также укрывали пиратов, совершавших набеги на торговые суда и европейское побережье. В XV веке Хафсиды нанимали в качестве телохранителей сотни христиан, большинство из которых были каталонцами. В XVI веке правление Хафсидов ослабло, часто ограничиваясь Тунисом; последние три хафсидских султана Абу Абдалла Мухаммад аль-Хасан, его сын Ахмад и его брат Мухаммад заключили противоречивые договоры с Испанией.
В XVI веке Хафсиды оказались втянутыми в борьбу за западное Средиземноморье между Испанией и средиземноморскими пиратами, поддерживаемые Османской империей. Оба противника были уверены в себе благодаря недавним победам и последующему расширению. В 1492 году Испания победно завершила свою многовековую Реконкисту освободив земли Пиринейского полуострова от мусульманского владыдчества, после чего последовала испанская колонизация Америки. Затем Испания захватила несколько городов на побережье Северной Африке, в том числе Мерс-эль-Кебир (1505 год), Оран (1509 год), Триполи и Беджая (1510 год); Испания также установила договорные отношения с полудюжиной других правителей. Среди этих соглашений были соглашения с Алжиром (1510 год), которое включало испанское занятие прибрежного острова Пеньон-де-Аргель, с Тлемсеном (1511 год) и с Тунисом, чей испанский союз продолжался десятилетиями. Недалеко от Туниса порт Голетта позже был оккупирован испанскими войсками, которые построили там большой и сильный город-порт Ла-Гулет; они также построили акведук в Тунис для снабжения водой касбы.
Со своей стороны, турки-османы выполнили свои долгосрочные амбиции захватв Константинополь в 1453 году уничтожив древнюю христианскую Византию, затем успешно вторглись дальше на Балканы в 1459—1482 годы, а затем завоевали Сирию и Египет в 1516—1517 годах. Затем турецкие корсары активизировались с баз в Магрибе нападая на европейские суда и побережье захватывая население в плен и рабство.
Межкультурный союз Хафсидов с Испанией не был таким необычным, как может показаться, учитывая множество мусульманско-христианских договоров несмотря на периодические военные действия. Действительно, в начале XVI века Франция вступила в союз с османами против испанского короля Карла V. Косвенным результатом политики Испании в Африке, можно указать несколько мусульманских правителей призвавших турецкие войска в регион, чтобы противостоять испанскому присутствию. Тем не менее, тунисские правители Хафсиды увидели в турках и их союзниках пиратах большую угрозу и вступили в союз с Испанией, как и Саадиты Марокко. Тем не менее многие мусульмане Магриба решительно предпочитали исламское правление, и десятилетний союз Хафсидов с Испанией в целом не был популярен, а для некоторых даже был харамом. С другой стороны, султаны династии Саадитов в Марокко успешно разыграли иберийскую карту против турецкой, сумев таким образом остаться как суверенное мусульманское государство независящим от Османской империи.
В этой морской борьбе Османская империя поддерживала многих пиратов, которые совершали набеги на европейские торговые суда в Средиземном море. Позже пираты сделают Алжир своей главной базой. Архитекторами османского правления в Магрибе были Арудж (около 1474—1518 годы) и его младший брат Хызыр «Хайр ад-Дин» [арабский эпитет] (около 1483—1546 годы). Обоих называли Барбаросса («рыжая борода»). Братья-мусульмане происходили с греческого острова Лесбос.
После приобретения боевого опыта в восточном Средиземноморье (во время которого Арудж был взят в плен и провёл три года на вёслах галеры рыцарей Святого Иоанна, прежде чем был выкуплен) два брата прибыли в Тунис в качестве пиратских капитанов. К 1504 году они заключили каперское соглашение с султаном Хафсидов Абу Абдалла Мухаммедом V (1493—1526 годы). По нему «призы» (корабли, грузы и пленники) должны были быть разделены. Братья действовали из Ла-Гулеты (Хальк-эль-Уэд); они проводили аналогичные операции из Джербы на юге, где Арудж был бейлербеем. В течение этих лет в Испании те, кто оставался нехристианами, должны были уехать, в том числе мусульмане; время от времени Арудж использовал свои корабли для перевозки огромного количества андалузских мавров в Северную Африку, особенно в Тунис. За эти усилия Арудж заслужил похвалу и многих новобранцев-мусульман. Дважды Арудж присоединялся к Хафсидам в неудачных нападениях на Беджаю, удерживаемой Испанией. Затем братья основали независимую базу в Джиджели к востоку от Беджаи, что вызвало враждебность Хафсидов.
В 1516 году Арудж и его брат Хайреддин в сопровождении турецких солдат двинулись дальше на запад, в Алжир, где ему удалось вырвать контроль у шейха племени Таалиба, который заключил договор с Испанией. Благодаря внутригородской политической хитрости, в результате которой был убит вождь племени, а затем 22 знатных господ, контроль над Алжиром перешёл к братьям Барбаросса. Турецкие братья уже были слугами османского султана. Однако в 1518 году, когда Арудж возглавил нападение на Тлемсен, который тогда удерживался союзником Испании (с 1511 года), он был убит местными берберами и испанцами.
Его младший брат Хайреддин унаследовал контроль над Алжиром, но покинул этот город и в течение нескольких лет базировался к востоку от него. Вернувшись в Алжир, в 1529 году он захватил у Испании прибрежный остров Пеньон-де-Аргель, чьи орудия контролировали порт; построив дамбу, соединяющую эти острова, он создал отличную гавань для города. Хайреддин продолжал руководить крупномасштабными набегами на христианское судоходство и на прибрежные земли средиземноморской Европы, захватив много богатств и пленников. Он выиграл несколько морских сражений и стал знаменитостью. В 1533 году Хайреддин был вызван в Константинополь, где османский султан сделал его пашой и адмиралом (капудан-паша) турецкого флота; он получил контроль над многими другими кораблями и солдатами. В 1534 году Хайреддин, «воспользовавшись восстанием против Хафсида аль-Хасана», вторгся морем и захватил город Тунис у союзников Испании Хафсидов.
В 1535 году император Карл V попытался закрепиться на северном побережье Африки. Он организовал флот под командованием прославленного флотоводца Андреа Дориа из Генуи, состоящий преимущественно из итальянцев, немцев и испанцев, который продолжил захват Туниса в ходе Тунисской войны в 1535 году, после чего хафсидский султан Абу Абдалла Хасан был восстановлен на престоле и признал императора своим сюзереном. Хайреддин, будучи капудан-пашой османского флота, был в основном занят делами за пределами Магриба и не мог вмешиваться.
Прошло несколько десятилетий, пока в 1556 году другой турецкий корсар Тургут-рейс, правивший в Триполи, не напал на Тунис с востока, захватив в Кайруан в 1558 году. Затем в 1569 году Улуч Али, пират-ренегат, преемник Хайреддина в качестве бейлербея Алжира, продвинулся с турецкими войсками с запада и сумел захватить испанский президио Ла-Голета и столицу Хафсидов, Тунис . После ключевой морской победы христианской армады при Лепанто в 1571 году, Хуан Австрийский в 1573 году отвоевал Тунис для Испании, восстановив Хафсидов у власти. Тем не менее Улуч Али вернулся в 1574 году с большим флотом и армией и окончательно захватил Тунис и низложил последнего султана Хафсидов Абу Абдаллу Мухаммада VI. Затем последний Хафсид был отправлен на корабле к турецкому султану заключившего того в темницу, а позже казнившего Мухаммада.
Испано-османское перемирие 1581 года положило конец средиземноморскому соперничеству между этими двумя мировыми державами. Испания сохранила несколько своих магрибанских пресидий и портов (например, Мелилью и Оран). Однако и Испанская, и Османская империи были заняты другими делами. Османы будут претендовать на сюзеренитет над Тунисом в течение следующих трёх столетий; однако их эффективный политический контроль в Магрибе окажется непродолжительным.

### Османы на Западе
В отсутствие вторжения турок в западное Средиземноморье политическая ситуация благоприятствовала христианскому северу. В общей численности различные европейские державы во главе с Испанией продолжали наращивать своё лидерство. Для сравнения, в местных государствах Магриба экономика была в полном упадке, а их правительства были слабыми и разобщёнными. Долгосрочное будущее, по-видимому, представляло собой возможность или вероятность возможного «отвоевания» Северной Африки с севера. Соответственно, вмешательство другой растущей иностранной державы, единоверцев с востока, а именно хорошо вооружённых турок-османов, оказалось решающим. Это склонило чашу весов в Магрибе, позволив в течение нескольких столетий продолжать правление старым мусульманским институтам, переделанными в соответствии с турецкими представлениями. Более того, успешная, но «сомнительная» тактика организации набегов берберских пиратов на европейские торговые суда достаточно хорошо вписывалась в средиземноморскую стратегию, проводимую османской портой в Константинополе.
«С Турцией часто воевали коренные североафриканские правители, и она никогда не получала никакого влияния на Марокко. Но турки, тем не менее, были могущественным союзником Берберии, отвлекая христианскую энергию в восточную Европу, угрожая средиземноморским коммуникациям и поглощая те силы, которые в противном случае могли бы обратить своё внимание на завоевание Африки.»
Так османы впервые вошли в Магриб, в конечном счёте установив свою власть, по крайней мере косвенно, на большей части южного побережья Средиземного моря. В течение XVI-го и последующих веков их империя была широко признана ведущим мусульманским государством в мире: основное внимание ислама. Османская империя была «лидером всего ислама в течение почти полтысячелетия». Турецкий султан стал халифом.
Этот османский контакт обогатил Тунис своей самобытной исламской культурой и институтами, которые заметно отличались от привычного арабского мира. На протяжении более чем полувека исламские доктрины просачивались через турецкий опыт, этническое происхождение которого находилось в Центральной Азии, что привело к уникальным разработкам и новым перспективам. Например, турки написали свои собственные саги о пограничной войне и храбрых гази, несомненно, следуя исламским традициям ранних арабских завоеваний, но в то же время опираясь на свои собственные легенды, почерпнутые из жизни в степях Центральной Азии. Из-за необходимости управления на своей обширной территории, османское государство в течение нескольких столетий занимало лидирующие позиции в развитии мусульманского права. Источники отоманского права включали не только исламский фикх, но и унаследованные римско-византийские кодексы, но также и «традиции великих турецкой и монгольской империй Центральной Азии». Турецкому юристу Эбу ус-Сууд Эфенди (около 1490—1574 годы) приписывают гармонизацию кануна (светского права) и шариата (религиозного права) для использования их в османских судах.
Популярная литература Османской империи и большая часть знаний её элиты были написаны на османском языке. Османский язык стал идиомой для обозначения языка делопроизводства в Тунисе, его уникальные звучания распространились по всему тунисскому обществу. После арабского и персидского это третий язык ислама, и на протяжении веков он «играл очень важную роль в интеллектуальной жизни мусульманской культуры». Кроме того, турки привнесли свои популярные обычаи, такие как музыка, одежда и кофейни (кахвехане или «кива хан»).
Новая энергия турецкого правления приветствовалась в Тунисе и других городах, а стабильность режима была высоко оценена духовными улемами. Хотя османы предпочитали юридическую школу Ханифизма, некоторые тунисские юристы-малики были допущены на административные и судебные должности. И всё же правление по-прежнему принадлежало иностранной элите. В сельской местности боеспособным турецким войскам удавалось контролировать племена, не ставя под угрозу союзы, но их правление было непопулярно. «Военная доблесть османов позволяет им обуздывать племена, а не умиротворять их. Повсюду возник образ турецкого господства и тунисского подчинения». Сельская экономика никогда не подвергалась эффективному регулированию со стороны центральной власти. Для получения доходов правительство продолжало полагаться в основном на пиратские набеги в Средиземном море, деятельность, которая тогда была более «прибыльной», чем торговля. С заключением испано-османского соглашения в 1581 году внимание Испании к Магрибу ослабло, а активность пиратов возросла. Из-за чего пострадали мирная торговля и коммерция.
Появление в Тунисе тюркоязычной правящей касты, чьи институты веками доминировали в управлении, косвенно повлияло на сохраняющийся разрыв между берберским и арабским языками. Эта биполярность лингвокультуры впервые проявилась в истории Туниса после вторжения XI-го века арабоязычного союза племён Бану Хиляль. Впоследствии арабский язык получил лидирующие позиции, и использование берберского языка постепенно ослабевало. Тогда это напористое присутствие тюркоязычной элиты, казалось, ускорило исчезновение берберской речи в Тунисе.

### Роль паши в Тунисе
Когда вооружённые силы, лояльные османам, начали прибывать в Магриб, его прибрежные районы, особенно Алжир, находились в политическом беспорядке и раздробленности. Один из его квазинезависимых морских портов Алжир [древний Икозиум] стал одним из первых, кто попал под постоянный турецкий контроль (в 1516 году). Его ранний захват дал Алжиру некоторые права на первенство в расширяющейся турецкой империи. Раньше Алжир не был особенно значительным и по большей части долгое время находился в тени Туниса на востоке и Тлемсена на западе.
Во время раннего османского владычества Тунис в 1520-х годах потерял контроль над Константиной. Этот район исторически входил во владения Хафсидов, но подвергся нападениям во главе с бейлербеем Хайреддином из Алжира. Позже Тунис также потерял Триполи (Тарабулус, в современной Ливии), которым правил другой турецкий пират, ренегат Тургут-рейс (1551).
В 1518 году Хайреддин Барбаросса стал первым османским бейлербеем Алжира. Его правление было автократическим, без участия дивана. Как бейлербай, он захватил Тунис в 1534 году, удерживая его всего год. В 1536 году Хайреддин покинул Магриб, получив звание капудан-паши османского флота. Четыре бейлербея подряд (1536—1568 годы) затем правили Алжиром и районами Северной Африки, перешедшими под контроль Османской Империи. Пират-ренегат Улуч Али (1519—1587 годы) был назначен пашой Алжира и его последним бейлербеем в 1568 году; Порта поручила ему захватить Тунис. В 1569 году Улуч Али захватил Тунис, удерживая его четыре года, но в 1574 году он снова был вынужден захватывать город. После этого Тунис оставался под властью бейлербея Алжира Улуч Али вплоть до его смерти в 1587 году. Затем эта должность была упразднена.
Возможно, отчасти из-за этих нескольких кратких периодов алжирского правления над Тунисом в раннюю эпоху Османской империи, более поздние турецкие правители в Алжире не раз пытались осуществлять контроль над Тунисом делами силой, например, во время внутри династических конфликтов. Однако в конечном счёте такое вмешательство Алжира каждый раз проверялось.
Бейлербей «осуществлял власть сюзерена от имени османского султана над Тунисом. Бейлербей был верховной властью Османской империи в западном Средиземноморье и отвечал за ведение войны против христианских врагов империи…». Когда Улуч Али умер, турецкий султан ликвидировал должность бейлербея, фактически нормализовав управление провинциями Магриба в знак признания прекращения длительной борьбы с Испанией. На месте должности бейлербея была учреждена должность паши для каждой провинции (современный Алжир, Ливия, Тунис).
13 сентября 1574 года султан Селим II учредил эялет Тунис в составе Османской империи. Эялет Тунис управлялся султанским наместником — пашой, который опирался на янычар. Однако в течение первых нескольких лет Тунисом управлял из Алжира лидер пиратов, носивший титул бейлербей. При паше служил бей, в число обязанностей которого входил сбор налогов. С 1574 по 1591 год диван, состоящий из высокопоставленных турецких военных и местных знатных людей, консультировал пашу. Османский язык продолжал активно использоваться в делопроизводстве. С постоянным османским правлением (введённым в 1574 году) правительство Туниса приобрело некоторую стабильность. Предшествующий период был небезопасным и неопределённым из-за военных неудач.
И всё же власть нового османского паши в Тунисе была недолгой. Четыре года спустя, в 1591 году главы местных янычарских корпусов заменили султанского наместника своим собственным ставленником, называемым «деем», который фактически занял место паши. Паша оставался второстепенной фигурой, которую, тем не менее, продолжала время от времени назначать Высокая Порта.

### Правление деев
Османы сначала разместили в Тунисе гарнизон из 4000 янычар, взятых из их оккупационных войск в Алжире; войска были в основном турецкими, набранными из Анатолии. Корпус янычар находился под непосредственным командованием их ага. Младших офицеров называли деями; каждый дей командовал примерно 100 солдатами. После этого Высокая Порта не поддерживала ряды янычар в Тунисе, но назначенный ею паша Туниса сам начал набирать их из разных регионов.
Янычары были элитным учреждением, характерным для османского государства, хотя и происходящим из более ранней практики. Из христианских семей силой изымали детей используя специальный налог девширме, когда турки забирали несовершеннолетних мальчиков у православных греков и жителей Балкан, после чего их усиленно обучали военному делу и насильно обращали в ислам; после окончания жестоких тренеровок и обучения, они пополняли элитный корпус солдат. Их держали отдельно в своих казармах и запрещали вступать в брак, они соблюдали строгий кодекс поведения, дрескод и подчинялись правилам секты хуруфизма. Появившийсь в XV веке как разновидность рабства, янычары позже стали пользоваться привилегиями и могли занимать высокие должности. В конце концов мусульмане также получили возможность становится членами корпусов янычар; они получили право вступать в брак и превратились в могущественную касту. Затем они были подвержены беспорядкам и грабежам, «не менее шести султанов были либо свергнуты с престола, либо убиты с ими». Сначала небольшая элита из 10 000 человек, прежде чем их корпуса были полностью расформированы, к XIX веку «число сотрудников [османской] платёжной ведомости достигло… более 130 000 человек».
Однако в Магрибе, находившемся под контролем Османской империи, янычары изначально были турками или говорили по-турецки. Существовало некоторое соперничество между янычарами, другими турками и пиратами, которые в значительной степени состояли из ренегатов. Кроме того, янычары с подозрением относились к местным племенным силам и ополченцам Магриба как к потенциальным вражеским комбатантам. Корпус янычар, называемый в совокупности оджак, сохранял высокую степень единства и сплочённости.
«Они обладали высоким чувством групповой солидарности и эгалитарным духом в рядах и избирали, в качестве своего главнокомандующего, агу и диван [совет], который защищал их групповые интересы. Будучи турками, они занимали привилегированное положение в государстве: на них не распространялась обычная система правосудия в Магрибе, и они имели право на определённые нормы хлеба, мяса и масла, на регулярную зарплату и на долю доходов от пиратства.»
В Тунисе до 1591 года корпус янычар считался находящимся под контролем местного османского паши. В 1591 году младшие офицеры янычар (деи) свергли своих старших офицеров; затем они заставили пашу признать власть одного из своих людей. Этого нового лидера назвали дей, он был избран своими соратниками. Дей взял на себя ответственность за правопорядок в столице и военные дела, став таким образом «фактическим правителем страны». Это изменение бросило вызов Османской империи, хотя с точки зрения Туниса политическая власть всё ещё оставалась под контролем турок. Существующий государственный диван (совет) был распущен, но, чтобы успокоить местное население, некоторые тунисские юристы-малики были назначены на некоторые ключевые должности (хотя османские юристы-ханафиты всё ещё преобладали). Янычарский дей пользовался широкой свободой действий, однако поначалу его влияние ограничивалось Тунисом и другими городами.
Двумя очень эффективными деями были Усман Дей (1598—1610 годы) и его зять Юсуф Дей (1610—1637 годы). Способные администраторы, они проявили такт, повысив достоинство своей администрации. Не любя роскоши, казначейские средства выделялись на общественные проекты и новое строительство (например, мечети, крепости, казармы и ремонт акведуков). Мятежные племена были усмирены. Длительный период хронической социальной нестабильности в Тунисе подошёл к концу. Возникшие в результате мир и порядок способствовали некоторому процветанию. Правящая власть дея поддерживалась и опиралась на капитанов пиратского флота и бея, который собирал налоги.

### Правление беев
Между деями и беями шла постоянная борьба, в течение нескольких десятилетий бей Туниса добавил к своей должности титул паша; вскоре после этого растущая власть бея начала затмевать власть дея. Тунисские беи всегда держались в стороне от любых попыток османов скомпрометировать свою политическую власть. Тем не менее, беи как мусульманские правители также были удостоены чести и престижа, связанных с титулом паши, с его прямой связью с османским халифом, религиозное значение которого включало в себя «владыки правоверных».
Бей это воинское звание ведущего турецкого офицера, который «контролировал внутреннее управление и сбор налогов». В частности, в обязанности бея входил контроль и сбор налогов в сельских районах, где жили племена. Два раза в год вооружённые экспедиции (махалли) патрулировали сельскую местность, демонстрируя силу центральной власти. Для этой цели бей организовал в качестве вспомогательной силы сельскую кавалерию (сипахи), в основном арабскую, набранную из так называемых «правительственных» (махзан) племён.
Рамдан Бей с юности спонсировал корсиканца по имени Мурад Курсо. После смерти Рамдана в 1613 году Мурад после своего благодетеля стал беем, которую он эффективно исполнял (1613—1631 годы). Его потомки из династии Мурадидов почти 100 лет самостоятельно управляли страной, лишь номинально признавая власть Порты. В конце концов он также получил звание паша, к тому времени церемониальный пост; однако его положение оставалось низшим по сравнению с тем деем. Его сын Хамуда Бей (1631—1666 годы) при поддержке местной знати Туниса получил оба титула — и паши и бея. Благодаря своему титулу паши, бей стал пользоваться социальным престижем, связанным с султаном-халифом в Константинополе. В 1640 году Хамид Бей предпринял манёвр, чтобы установить свой полный контроль над назначениями на этот пост. В результате бей стал верховным правителем Туниса.
После смерти Мурада II Бея внутренние разногласия в семье Мурадидов привели к вооружённой борьбе, известной как война Мурадидов за престолонаследие (1675—1705 годы). Турецкие правители Алжира позже вмешались от имени одной из сторон в эту борьбу; эти алжирские силы остались после того, как боевые действия замедлились, что оказалось непопулярным. Прискорбное положение Туниса, характеризующееся гражданскими разногласиями и вмешательством Алжира, сохранялось. Последний Мурадид-бей был убит в 1702 году Ибрагимом Шарифом, который затем правил в течение нескольких лет при поддержке Алжира. Следовательно, династия Мурадидов может датироваться 1640—1702 годами. В 1705 году в Тунисе после кровопролитной гражданской войны воцарилась новая династия Хусайнидов которая царствовала в Тунисе вплоть до 1957 года.
Постепенный экономический сдвиг произошёл в эпоху Мурадидов, поскольку набеги пиратов уменьшились из-за активной борьбы с ними со стороны Европы, а коммерческая торговля сельскохозяйственной продукцией (главным образом зерном) увеличилась благодаря интеграции сельского населения в региональные сети. Однако средиземноморская торговля по-прежнему осуществлялась европейскими судоходными компаниями. Беи, чтобы извлечь максимальную выгоду из экспортной торговли, учредили государственные монополии, которые выступали посредниками между местными производителями и иностранными торговцами. В результате правители и их деловые партнёры (набранные из элит, в которых доминировали иностранцы, хорошо связанных с правящей турецкой верхушкой) получили непропорционально большую долю торговой прибыли Туниса. Это препятствовало развитию местных экономических интересов, будь то сельские землевладельцы или богатые купеческие слои. Социальный разрыв сохранялся, а влиятельные семьи Туниса относились к турецкой правящей касте.
В 1881 году Франция навязала Тунису свой протекторат.

## Влияние пиратства
Пиратство можно назвать «древним, хотя и не всегда почётным занятием», которое практиковалось в разное время и в разных местах самыми разными народами. Средиземноморский регион в эпоху позднего Средневековья и эпоху Возрождения стал ареной широкомасштабного пиратства (и каперства), практикуемого как христианами (больше нацеленными на мусульманское судоходство на востоке), так и мусульманами (более активными с побережья Берберии на западе, с его многочисленными целями в виде христианских торговых судов и населённых пунктов).
Первая «великая эпоха берберских пиратов» пришлась на XVI век, между 1538 и 1571 годами. Морская мощь османской империи в Средиземном море была наисильнейшей в течение этих десятилетий, после их морской победы при Превезе. Османское превосходство на море, однако, было фактически сломлено после битвы при Лепанто, хотя морская мощь османской империи оставалась огромной. В начале XVII века активность пиратов снова достигла пика. После этого Алжир стал больше полагаться на дань от европейских стран в обмен на «безопасный проход», вместо нападения на торговые суда. Договоры Османской империи с европейскими государствами добавили слой конфликтной дипломатии. Наконец, во время войн, последовавших за Французской революцией (1789—1815 годы), активность берберских пиратов ненадолго возросла, прежде чем резко прекратиться.
В Алжире XVI-го века при новом османском режиме традиции и обычаи ранее существовавших берберских пиратов были преобразованы и превращены во впечатляющую структуру. Эта деятельность получила широкое развитие благодаря способам найма, иерархии корпусов, экспертной оценке, частному и государственному финансированию, торговле и поддержке материалами, скоординированным операциям, а также рынкам перепродажи и выкупа. Политика, разработанная в Алжире, обеспечила образцовую модель пиратского бизнеса (часто называемую тайфе рейзи, или «советом капитанов»), за которой последовали Тунис и Триполи, а также независимо Марокко.
Экипажи формировались тремя путями: из христианских ренегатов (в том числе многих известных или печально известных капитанов), иностранных мусульман (в большинстве турки) и коренных магрибцев. Редко кто из местных жителей достигал высокого ранга, исключением был Рейс Хамида, бербер-кабил в последние годы эпохи пиратов. Капитаны выбирались владельцами судна, но из списка, составленного диваном Риези, авторитетного совета, состоящего из всех действующих капитанов пиратов. Также регулировалось место жительства. «Капитаны, экипажи и поставщики — все они жили в западном квартале Алжира, вдоль гавани и доков».
Частный капитал, как правило, предоставлял средства для деятельности пиратов. Инвесторы, по сути, скупали акции конкретного предприятия пиратского бизнеса. Такие инвесторы были из всех слоёв общества, например, купцы, чиновники, янычары, владельцы магазинов и ремёсленники. Финансирование позволяло выделить деньги на капитальные расходы на корабли и экипажи, то есть на боеприпасы, провиант, древесину, парусину и другое.
«Из-за потенциальной прибыли, которую можно было получить от добычи пиратов, спонсирование экспедиций был привлекательным предложением. Акционерное владение было организовано таким же образом, как и в современной акционерной компании, при этом доходность для физических лиц зависела от их инвестиций. Этот вид частных инвестиций достиг своего пика в семнадцатом веке, в золотой век.»
После золотого века пиратства государство Алжир, в основном находящееся под контролем своих турецких янычар, стало владельцем многих пиратских судов и финансировало многие их экспедиции. Строгие правила регулировали распределение трофеев, захваченных в море. Сначала доля выплачивалась напрямую властям Алжира; затем доля шла портовым властям, таможенным брокерам и тем, кто охранял пиратские пристанища; затем была ещё та часть, которая причиталась судовладельцам, капитану и команде. Захваченный торговый груз продавался «на аукционе или, чаще всего, европейским коммерческим представителям, проживающим в Алжире, через которых он мог даже добраться до порта своего первоначального назначения».
Выкуп или продажа захваченных пленных, и продажа груза с аукциона, были основным источником частного богатства в Алжире. Оплата за пленных финансировалась и согласовывалась религиозными обществами. Условия содержания в плену варьировались, большинство из них использовались как обычные рабы. Тем не менее, часто мусульманские хозяева предоставляли своим христианским рабам некоторые религиозные привилегии. В начале XVII века в Алжире были освобождены удерживаемые там более 20 000 заключённых-христиан, появившиеся там из более чем дюжины стран. «Для жителей Берберии пленники были источником большей прибыли, чем награбленные товары». Однако в Тунисе деятельность пиратов никогда не становилась первостепенной, поскольку она долгое время практиковалась в большей степени в Алжире.

## Население
Основным населением оставались берберы. К привилегированным верхам относились арабы, а вскоре к ним добавились турки и их потомки, а также мориски покинувшие Испанию. Именно потомки морисков и янычар на протяжении XVII—XVIII веков стали основой знати. В городах, 20 % населения Туниса, преобладали янычары из албанцев, валахов, славян, арабов, а также арабизированные берберы, потомки и захваченные рабы из Европы, различные ренегаты (христиане, перешедшие в ислам) и остатки христианского населения ведущих свои родословные от самих афро-римлян. В сельской местности, как и до османского завоевания, преобладали берберы.

## Экономика
Поскольку порты Туниса долгое время были базой пиратов-корсаров, то он быстро превратился в один из центров работорговли. Также доход приносило ограбление судов и побережья Южной Европы. Вместе с тем связи с европейцами, активная торговля, миграция морисков (привнесли новые технологии, деньги) — всё это способствовало развитию страны. В конце XVIII века отменена монополия на внешнюю торговлю, что ещё больше способствовало развитию Туниса.
В Европу тунисцы вывозили оливковое масло, благовония, особенно высоко ценившиеся в Париже. В 1810-х годах Тунис оказался перед серьёзными финансовыми трудностями, чему способствовало прекращение доходов от пиратства и работорговли.

## Знамёна Тунисских подразделений в армии Османской империи
- Знамя Тунисского паши
- Знамя подразделений янычар
- Знамя артиллерийских подразделений
- Знамя кавалерийских подразделений спагов